# Himerois
Himerois es un género de lepidópteros perteneciente a la familia Noctuidae. Es originario de Australia.

## Especies
- Himerois angustitaenia Warren, 1913
- Himerois basiscripta Warren, 1913
- Himerois periphaea Turner, 1920
- Himerois thiochroa Turner, 1902
- Himerois univittata Pagenstecher, 1900